# Sulęciński
Sulęciński là một huyện thuộc tỉnh Lubuskie của Ba Lan. Huyện có diện tích 1178 km². Đến ngày 1 tháng 1 năm 2011, dân số của huyện là 35409 người và mật độ 30 người/km².